# Association of Masters of Business Administration
 (septembre 2022).
Si vous disposez d'ouvrages ou d'articles de référence ou si vous connaissez des sites web de qualité traitant du thème abordé ici, merci de compléter l'article en donnant les références utiles à sa vérifiabilité et en les liant à la section « Notes et références ».
Pour les articles homonymes, voir AMBA.
L'Association of MBAs (en abrégé AMBA) est un organisme créé en 1967 à Londres, qui accrédite les Master of Business Administration et les programmes doctoraux des business schools (« écoles de commerce »). 
L'AMBA est comparable à  l'AACSB américaine ou l'EFMD européenne (label EQUIS). En effet, ce sont les 3 organismes dont l'accréditation est recherchée par les écoles de commerce/management du monde entier (voir: Triple accréditation). Contrairement aux deux autres organismes, l'AMBA ne s'intéresse qu'à la formation post-diplôme des écoles et procède à une accréditation globale des établissements et non pas programme par programme. En outre, elle couvre 54 pays, contre 52 pour l'AACSB and 38 pour l'EQUIS.
Le champ d'intervention de l'AMBA se limite aux établissements délivrant des MBA. Un MBA est défini comme une formation au management dont les participants ont un diplôme de formation initiale de niveau au moins bac+4 (typiquement un bachelor degree américain) et une expérience professionnelle ultérieure de quelques années.
Les étudiants et anciens étudiants des formations accréditées deviennent gratuitement membres à vie de l'association.

## Histoire
L'Association of MBAs est créée en 1967 comme une association d'anciens élèves de MBA. Les étudiants fondateurs étaient passés par Harvard Business School, Wharton, Stanford, Columbia, et London Business School. Ses fondateurs étaient préoccupés par la manque de notoriété des MBA en Europe, alors que le diplôme de MBA était déjà aux Etats-Unis le principal niveau de qualification pour la gestion des affaires. L'association a été conçue comme un lobby appelé « Business Graduates Association » (BGA), dont le premier directeur général de l'association est le vice-amiral David Clutterbuck (en) (de 1969 à 1987).
En 1983, la Business Graduates Association commence à accréditer des MBA programmes, tout en conservant son rôle d'association d'anciens étudiants. Quatre ans plus tard, Business Graduates Association change de nom pour « Association of MBAs ».

## Accréditations
L'Association of MBAs a accrédité les programmes MBA, DBA et MBM de plus de 270 écoles supérieures de commerce dans 57 pays et territoires, dont une vingtaine en France. 
En outre, les Masters in Management (MIM) et les Programmes Grandes Ecoles (PGE) peuvent également accrédités dans le cadre de la Business Graduates Association (BGA), désormais distincte de l'AMBA mais fonctionnant en étroite relation. Il existe trois types d'accréditations :
- L'accréditation AMBA, qui couvre l'ensemble des programmes de MBA d'un établissement,
- L'accréditation BGA, qui couvre les programmes de formation initiale d'un établissement,
- L'accréditation conjointe AMBA + BGA, qui couvre l'ensemble de programmes de formation d'un établissement. Celle-ci ne peut être obtenue que pour des établissements préalablement accrédités par l'AMBA.

Les accréditations AMBA couvrent l'ensemble des programmes de MBA d'une institution, y compris ceux qui sont menés en collaboration avec d'autres institutions accréditées. 
Ainsi, environ 2% des 13 000 écoles de commerce ou de management répertoriées dans le monde sont accréditées AMBA.  Certaines des institutions accréditées proposent des programmes dans plusieurs pays, ce qui porte la présence mondiale de l'AMBA à 85 pays.
L'AMBA a pris la décision stratégique de limiter le nombre d'accréditations à 300 dans le monde, afin que l'accréditation reste synonyme d'une grande qualité des formations.
L'accréditation n'est accordée que pour une durée limitée, de 3 à 5 ans, et sous condition qu'il y ait un minimum de 20 participants par session de formation. Elle doit ensuite être renouvelée. La durée de validité est généralement tenue confidentielle.
En 2022, le coût d'une première accréditation BGA est de 15 000 £, auquel s'ajoute la cotisation annuelle. Le coût de renouvellement de l'accréditation BGA est de 12 000 £. L'accréditation conjointe AMBA + BGA ou son renouvellement coûte 22 500 £. Ces frais comprennent pour environ les deux tiers des frais de visite, c'est-à-dire d'accueil dans l'établissement d'un panel d'experts pendant deux jours, et pour un tiers les frais administratifs.

### Critères d'accréditation
L'Association of MBAs exige que tous les programmes de MBA de l'organisation soient passés en revue. Le coût de l'accréditation est indépendant du nombre de programmes (contrairement aux accréditations EQUIS et AACSB).
Un panel d'experts examine si les critères de l'AMBA's sont satisfaits. Ces critères sont davantage qualitatifs que quantitatifs. Les critères se classent en 7 dimensions : histoire et développement de l'institution ; ressources et  bibliothèques ; enseignants, standards d'enseignement et de recherche ; administration des programmes, carrière des anciens ; standards d'admission des étudiants, taille et diversité des groupes ; contenu des programmes ; et aspects pédagogiques.
Les principaux critères sont :
- tous les étudiants doivent avoir un diplôme d'au moins niveau bac + 4 et 3 ans d'expérience professionnelle ;
- une école non encore accréditée doit avoir formé des étudiants en MBA pendant au moins 3 ans ;
- tout programme de MBA doit former au moins 20 étudiants par session ;
- au moins 50% des enseignants à temps plein doivent avoir un Ph.D. ;
- un programme doit comporter au moins  500 heures de contact (cours et séminaires) et un MBA d'enseignement à distance doit comporter au moins  120 heures de contact synchrone.

### Impact de l'accréditation sur les préférences des étudiants en France
Une étude de 2021 suggère que la triple accréditation est un critère essentiel de choix des étudiants. Mais l'accréditation AACSB apparaît avoir davantage de poids que AMBA et EQUIS : le fait d'avoir AACSB ferait monter une école de 4 places dans les préférences exprimées, alors que le fait d'avoir AMBA ferait monter l'école de 2 places. Un résultat analogue a été trouvé par une étude de 2016 sur la force des 3 marques.

### Spécificités françaises des MBA accrédités par l'AMBA
Une analyse multi-critères de 2008 montre des spécificités nationales en comparant les MBA français avec les MBA anglais accrédités par l'AMBA : les français chercheraient davantage à rationaliser les décisions managériales, à les mathématiser.

## Soupçons de fraudes
L'École allemande Gisma, accréditée par l'Association of MBAs pour ses MBA, est soupçonnée de ne pas avoir rempli l'ensemble des conditions de son contrat d'accréditation, avec un nombre de participants par session inférieur au seuil exigé.

## Événements de l'association
L'AMBA organise chaque année des événements destinées à différents types de publics :
- 3 conférences annuelles de doyens et directeurs d'organismes, concernant l'évolution des MBA
- Un forum de 2 jours destiné aux enseignants des écoles qui préparent une accréditation ou une ré-accréditation
- Une conférence ouverte sur l'avenir des écoles de commerce/gestion
- Un dîner de gala à Londres, qui permet des contacts personnels entre enseignants.

Il y a aussi des webinars, des conférences sur le web, des événements pour anciens élèves ou pour élèves actuels, ainsi que pour les possibles candidats aux MBA, et des réunions à distance de services d'admission aux écoles.

## Identité visuelle (logo)

Logo jusqu'en 2008
Logo de 2008 à 2016